# E714
La ruta europea E714 és una carretera que forma part de la Xarxa de carreteres europees. Comença a Aurenja (França) i finalitza a Marsella (França). Té una longitud de 116 km. Té una orientació de nord a sud.

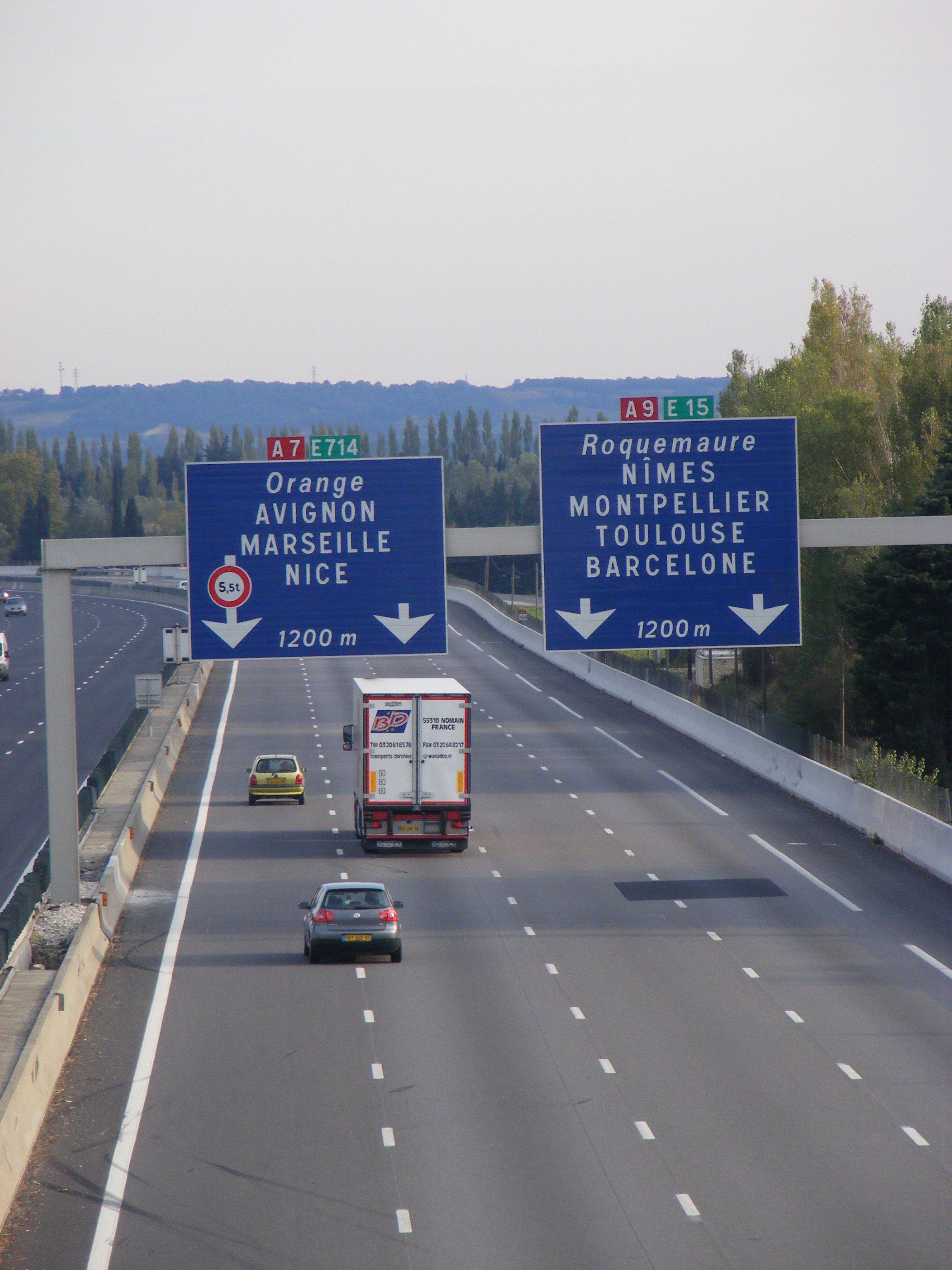
Ruta europea E50 a l'entrada entre l'A7 i l'A9